# Giuseppe D'Agostinis
Giuseppe d'Agostinis (Cervignano del Friuli, 17 luglio 1910 – Roma, 9 agosto 1988) è stato un generale e aviatore italiano.
Pluridecorato pilota da caccia della Regia Aeronautica durante la Guerra di Spagna e la seconda guerra mondiale, al termine del conflitto transitò nella neocostituita Aeronautica Militare, ricoprendo svariati incarichi, tra cui, con il grado di Generale di squadra aerea, quello di comandante del Comando 1ª regione aerea di Milano.
Nel 1957 sposò Luisa Marini Clarelli dei Marchesi di Vacone.

## Biografia
Figlio di Giuseppe e Filomena, nacque a Cervignano del Friuli (Udine) il 17 luglio 1910 da famiglia notabile. Dopo aver conseguito la maturità entrò nell’Regia Accademia Aeronautica di Caserta (corso Grifo), da cui uscì con il grado di sottotenente pilota in "servizio permanente effettivo" con decorrenza 1 ottobre 1931. Nel corso del 1933 entrò in servizio presso la 97ª Squadriglia, 9º Gruppo del 4º Stormo Caccia Terrestre, allora equipaggiata con il caccia Fiat C.R. "Asso", di stanza sull'aeroporto di Gorizia.
Nell'agosto del 1936, promosso capitano, partì volontario per partecipare alla guerra civile spagnola. Giunto a Palma di Maiorca, nelle isole Baleari, il 27 agosto, il giorno dopo effettuò il volo di collaudo di un caccia Fiat C.R.32 che era stato montato dagli specialisti durante la notte. Insieme al collega Guido Carestiato attaccò sei idrovolanti Savoia-Marchetti S.62 repubblicani ormeggiati a Cala Morlanda, distruggendone due, ma dovendo rientrare alla base con l'aereo danneggiato. Decollato nuovamente dopo un'ora attaccò un altro idrovolante costringendolo ad ammarere gravemente danneggiato. Con il successivo arrivo di altri sei CR.32 fu ufficialmente costituita all'Aeroporto di Palma di Maiorca la Squadriglia Mussolini dell'Aviazione Legionaria di cui assunse il comando. Il 10 luglio 1937 fu costituito il X Gruppo Caccia “Baleari” (10º Gruppo) dell'Aviazione Legionaria al comando del maggiore Pietro Scapinelli, che comprendeva la 101ª e la 102ª Squadriglia.
Rientrato in Italia il 16 luglio 1937, il 1 agosto successivo assunse il comando della 91ª Squadriglia, 10º Gruppo, del 4º Stormo in sostituzione del capitano Ettore Foschini. A partire dal 1 novembre divenne comandante interinale del 10º Gruppo, mantenendolo fino al 18 febbraio 1938 quando gli subentrò il Maggiore Vincenzo Dequal. Il 10 agosto 1939 il 4º Stormo iniziò a ricevere i nuovi monoplani da caccia Aermacchi C.200 Saetta Serie I, subito sostituiti dai più collaudati biplani Fiat C.R.42 Falco.
Dopo l’entrata in guerra dell’Italia, nel mese di luglio il 10º Gruppo si trovava schierato in Libia, sul campo T.2 dell'Aeroporto di Tobruk, e già il 14 giugno 1940, nel corso di un volo di “protezione e scorta”, fece registrare la sua prima vittoria aerea. Il 10º Gruppo, equipaggiato con 27 CR.42, era al comando dal tenente colonnello Armando Piragino, mentre egli comandava la 91ª Squadriglia. Il 19 giugno il tenente colonnello Piragino cadde prigioniero degli inglesi, ed egli assunse il comando del 10º gruppo mantenendolo fino all'11 luglio successivo quando fu sostituito dal maggiore Carlo Romagnoli (pilota). Promosso al grado di maggiore il 16 dicembre 1941, nel febbraio 1942 fu trasferito sul fronte russo, destinato al comando del 22º Gruppo Autonomo Caccia Terrestre, di base sull'aeroporto di Zaporižžja ed equipaggiato con i caccia C.200 Saetta.
Rientrato in Italia il 7 maggio 1942, il 22º Gruppo fu riequipaggiato con i più moderni caccia Reggiane Re.2001 Falco II, è basato sull’aeroporto di Ciampino.
Dopo la morte del maggiore Paolo Maddalena rientrò in seno al 4º Stormo, assumendo il comando del 10º Gruppo, equipaggiato con i caccia Aermacchi C.202 Folgore.
Verso la fine del mese di maggio il 10º Gruppo partì per l'Africa settentrionale italiana, basato all'Aeroporto di Martuba, passando il mese successivo a Sidi El Barrani e poi a Fuka (Aeroporto militare di Sidi Haneish). In conseguenza dell'esito della battaglia di El Alamein l’11 novembre il reparto fu costretto a ripiegare dapprima a Martuba, poi ad Ara dei Fileni a Ras Lanuf, a Misurata e quindi a Castelbenito nell'Aeroporto di Tripoli.
In seguito alle gravissime perdite subite il 10º Gruppo rientrò in Italia per essere parzialmente riequipaggiato con i nuovi Aermacchi C.205 Veltro, con cui partecipò alla difesa del territorio nazionale in seguito alla sbarco degli anglo-americani in Sicilia.
L'armistizio dell'8 settembre 1943 colse il 4º Stormo sulle basi pugliesi, il Comando di stormo all'Aeroporto di Gioia del Colle e il 10º Gruppo a Castrovillari. Pochi giorni dopo il reparto riprese le operazioni nei Balcani in appoggio alle forze del Regio Esercito disperatamente impegnate a resistere alla reazione tedesca alla proclamazione dell'armistizio.
Dopo il termine delle ostilità il 4º Stormo fu riequipaggiato con velivoli di provenienza americana, i bimotori Lockheed P-38 Lightning, trasferito nell’estate del 1946 dall'Aeroporto di Lecce-Galatina all'Aeroporto di Capodichino, dove, nel gennaio 1947 egli ne assume il comando. Nel febbraio 1948 lo stormo ricevette i caccia monomotori North American P-51 Mustang, e nell'agosto 1949 cedette il comando del reparto al parigrado Bruno Ricco. Promosso colonnello, nel mese di settembre 1951 assume il Comando del 3º Stormo Caccia Terrestre equipaggiato con i P-38 Lightning di stanza sull'aeroporto di Bari-Palese. Lasciato il comando al parigrado Corrado Ricci nel maggio 1954, terminò la sua carriera militare al comando del Comando 1ª regione aerea di Milano, con il grado di generale di squadra aerea conferitogli il 31 dicembre 1966. Viene collocato in posizione ausiliaria per raggiunti limiti d'età a partire dal 12 luglio 1970, secondo le disposizioni allora in vigore.
Nel 1957 contrasse matrimonio con Luisa Marini Clarelli, figlia di Angelo VIII marchese di Vacone e Angela Guglielmi d'Antognolla.
Dall’unione di Giuseppe e Luisa nacquero Maria Pia, Cristina e Massimo, da cui i nipoti Flavia e Filippo d’Agostinis.

### Annotazioni
1. ↑  Dato inizialmente per distrutto l'aereo fu poi recuperato da una nave mercantile repubblicana e successivamente riparato.

### Fonti
1. 1 2 3 4 5 6 7 8 9 10 11  Cersosimo 2014, p. 27.
2. 1 2 3  Ufficio Storico dell'Aeronautica Militare 1977, p. 31.
3. 1 2 3 4 5 6 7  Logoluso 2010, p. 12.
4. ↑  Logoluso 2010, p. 24.
5. 1 2 3 4 5  Ufficio Storico dell'Aeronautica Militare 1977, p. 32.
6. 1 2 3  Dunning 1988, p. 30.
7. 1 2  Dunning 1988, p. 29.
8. 1 2 3 4 5 6  Dunning 1988, p. 25.
9. 1 2 3 4  Ufficio Storico dell'Aeronautica Militare 1977, p. 34.
10. 1 2 3 4 5 6 7  Cersosimo 2014, p. 28.
11. 1 2 3  Ufficio Storico dell'Aeronautica Militare 1977, p. 35.
12. 1 2 3  Ufficio Storico dell'Aeronautica Militare 1977, p. 27.
13. ↑  Ufficio Storico dell'Aeronautica Militare 1977, p. 26.
14. ↑  Registrato alla Corte dei Conti il 27 novembre 1948, registro n.5 Aeronautica, foglio n.244.
15. ↑  Registrato alla Corte dei Conti il 24 novembre 1950, registro n.7 Aeronautica, foglio n.389.
16. ↑  Sito web del Quirinale: dettaglio decorato.

### Periodici
- Giovanni Battista Cersosimo, Giuseppe D'Agostinis del Corso “Grifo”, pilota nella guerra di Spagna e nel II Conflitto Mondiale, in Il Corriere dell'Aviatore, n. 5/6, Roma, Associazione Nazionale Ufficiali Aeronautica, maggio-giugno 2014,  pp. 27-28.